# Волошин Лук'ян Львович
Лук'ян Львович Волошин (1893, Російська імперія — 1938) — радянський діяч, голова Донської окружної контрольної комісії ВКП(б) Північно-Кавказького краю, член ВЦВК. Член Центральної контрольної комісії ВКП(б) у 1930—1934 роках.

## Життєпис
Працював робітником-ковалем.
Член РСДРП(б) з 1917 року.
Учасник громадянської війни в Росії. Потім перебував на відповідальній радянській та партійній роботі.
На 1929—1930 роки — голова Донської окружної контрольної комісії ВКП(б) Північно-Кавказького краю — робітничо-селянської інспекції.
На 1937 рік — керуючий Азово-Чорноморського шкіртресту.
У 1938 році заарештований органами НКВС. Репресований.